# Slikarstvo u 2018.
◄◄ | ◄ | 2015. | 2016. | 2017. | 2018.  | 2019. | 2020. | 2021. | ► | ►►
Arhitektura • Astronautika • Astronomija • Biologija • Film • Fotografija • Glazba • Kazalište • Kemija • Kiparstvo • Knjige • Književnost • Kršćanstvo • Meteorologija • Medicina • Planinarstvo • Politika • Pravo • Promet • Slikarstvo • Strip • Šport • Televizija • Znanost • Zrakoplovstvo • Željeznički promet
Slikarstvo u 2018.

## Hrvatska i u Hrvata

### Smrti
- 30. kolovoza: Vladimir Džanko, hrvatski slikar, ilustrator i likovni pedagog (* 1932.)

## Vanjske poveznice
|  | Zajednički poslužitelj ima još gradiva o temi Slike iz 2018. |